# Centule II.
Centule II. (ili Centulle II de Bigorre na francuskom) (? – o. 1129.) bio je francuski grof Bigorre (Bigòrra) od 1114. do svoje smrti. Danas je poznat po tome što je sudjelovao u rekonkvisti te Prvom križarskom ratu. 
Bio je drugi sin vikonta Centulea V. de Béarna i njegove druge žene, Beatrice I. od Bigorre.
Centuleov je stariji polubrat bio vikont Gaston IV. Centule i Gaston su bili vrlo bliski te su zajedno išli u vojne pohode. 
Kralj Alfons I. Aragonski je darovao brojne posjede Centuleu.

## Osobni život
Prva je supruga grofa Centulea bila Amable, koja je možda došla iz Béziersa. Njihova je kći bila grofica Beatrica II., koja je oca i naslijedila te brakom ujedinila Bigorru i Marsan.
Druga žena grofa Centulea je bila gospa Štefanija. Par je bio bez djece.